# 佩雷拉什-加里
佩雷拉什-加里是葡萄牙贝雅区的一个堂区。总面积64.68平方公里，总人口373人，人口密度5.8人/平方公里。